# Jüterbog
Jüterbog är en stad i Tyskland, belägen i länet Teltow-Fläming i förbundslandet Brandenburg, omkring 70 kilometer söder om centrala Berlin. Jüterbog är den äldsta staden i Fläming-regionen och staden är känd för sin medeltida stadskärna, med huvuddelen av ringmuren och stadsportarna bevarade. Utanför staden stod slaget vid Jüterbog i trettioåriga kriget 1644. Staden var från 1830-talet fram till 1990-talet en viktig garnisonsstad.

## Geografi
Jüterbog ligger vid floden Nuthe mitt på Fläming-platån, omkring 70 km söder om Berlins centrum och 50 km söder om delstatshuvudstaden Potsdam.

### Administrativ indelning
Staden Jüterbog är en amtsfri stadskommun, som administrativt indelas i stadsdelarna och småorterna:
- Jüterbogs stadskärna
- Fröhden
- Grüna
- Kloster Zinna
- Markendorf
- Neuheim
- Neuhof
- Werder

## Historia

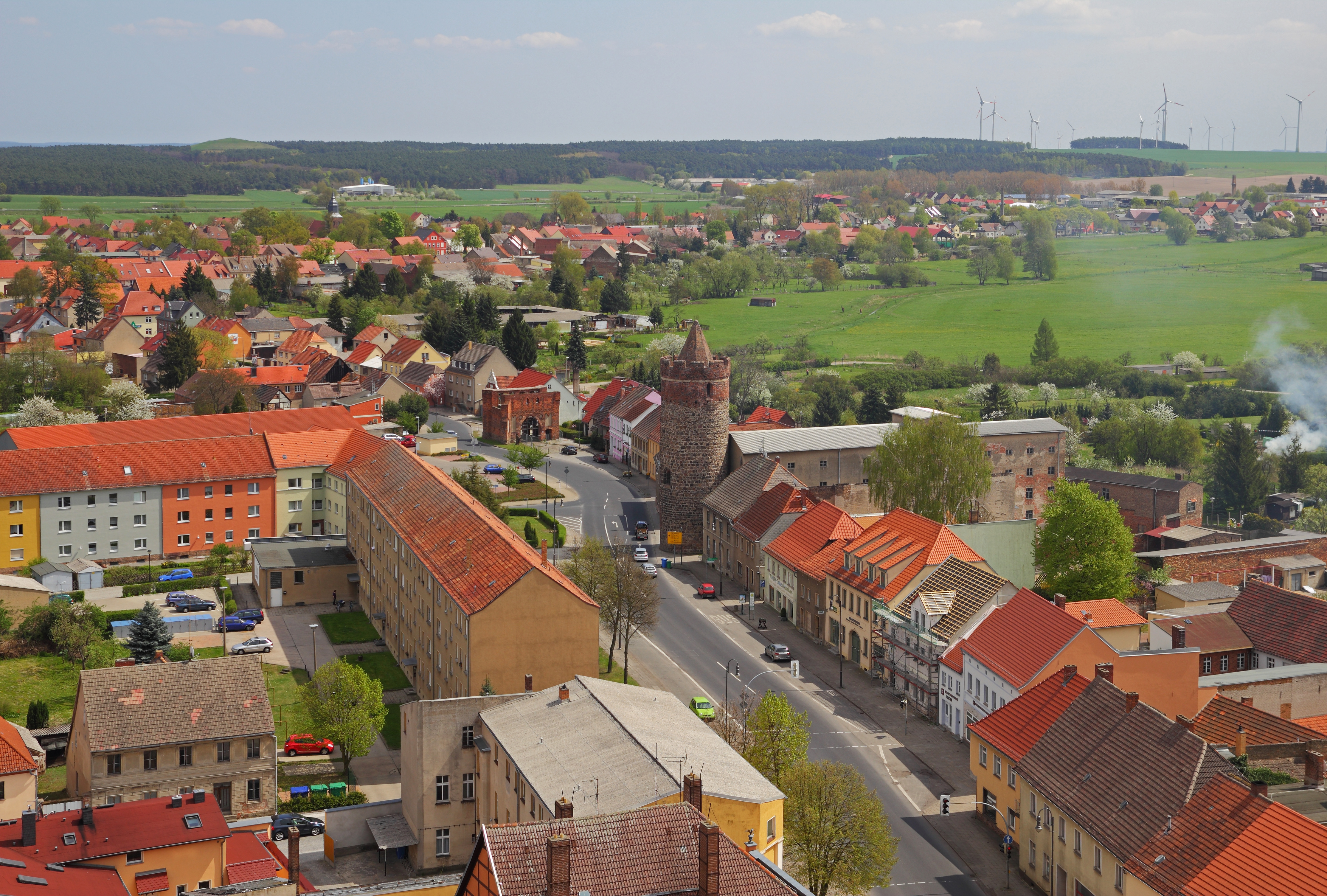
Den gamla stadskärnan i Jüterbog.

### Medeltida hantverks- och handelsstad

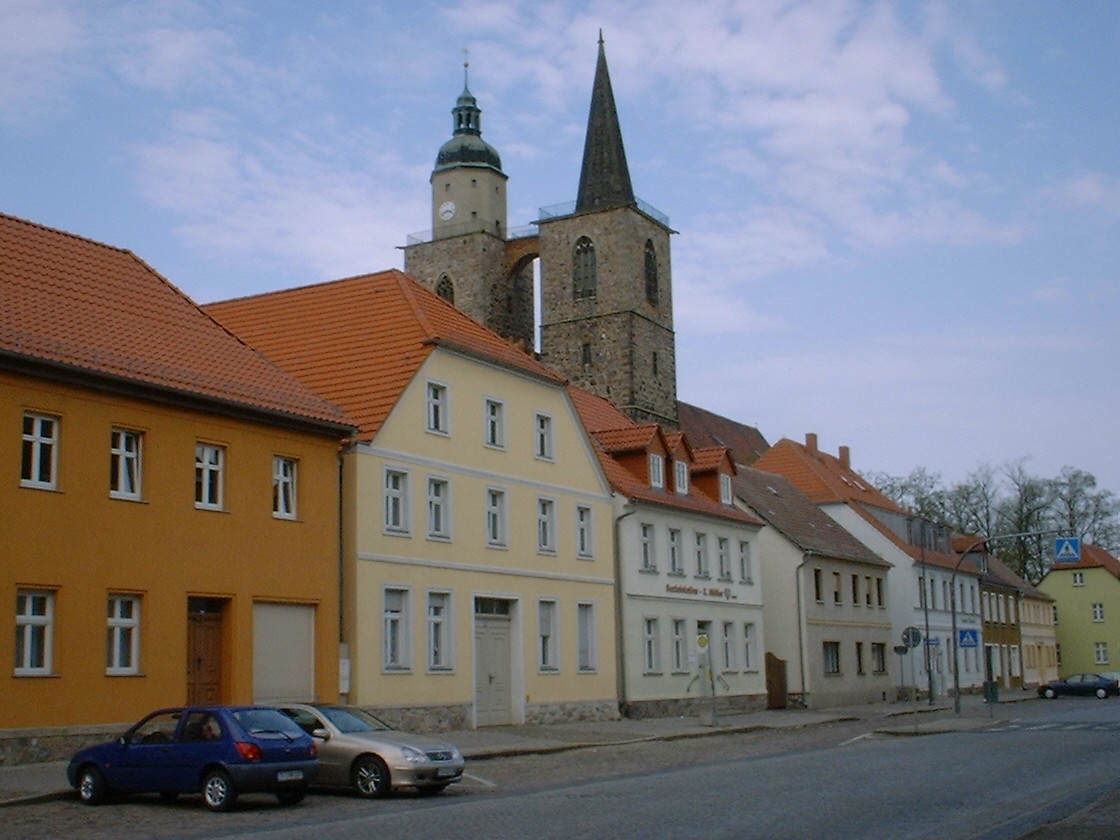
Gatubild med Nikolaikyrkan i bakgrunden.

Jüterbog omnämns i Thietmar av Merseburgs krönika år 1007 som Jutriboc, då en slavisk by med en befästning. År 1157 erövrade ärkebiskopen Wichmann av Magdeburg Jüterbog och omvandlade borgen till centrum för ett tyskt borglän som lydde under ärkebiskopsdömet Magdeburg. I Jüterbogs stadsrättigheter från 1174 omnämns Jüterbog som huvudort i länet Land Jüterbog som sträckte sig över Luckenwalde, Kloster Zinna och Trebbin, i norr ända till Seddinsee strax söder om Potsdam.
Jüterboger Land utgjorde en exklav av ärkebiskopsdömet Magdeburg, inkilad mellan Huset Askaniens domäner i Mark Brandenburg norrut och Huset Wettins hertigdöme Sachsen-Wittenberg söderut. Detta läge mitt emellan två större territorier gjorde Jüterbog till en gynnsam handelsplats, och till skillnad från många andra bosättningar i närområdet blomstrade Jüterbog redan under 1100- och 1200-talen. Staden drabbades av en stor brand 1478 och byggdes upp igen med hjälp av medel från ärkebiskopen.

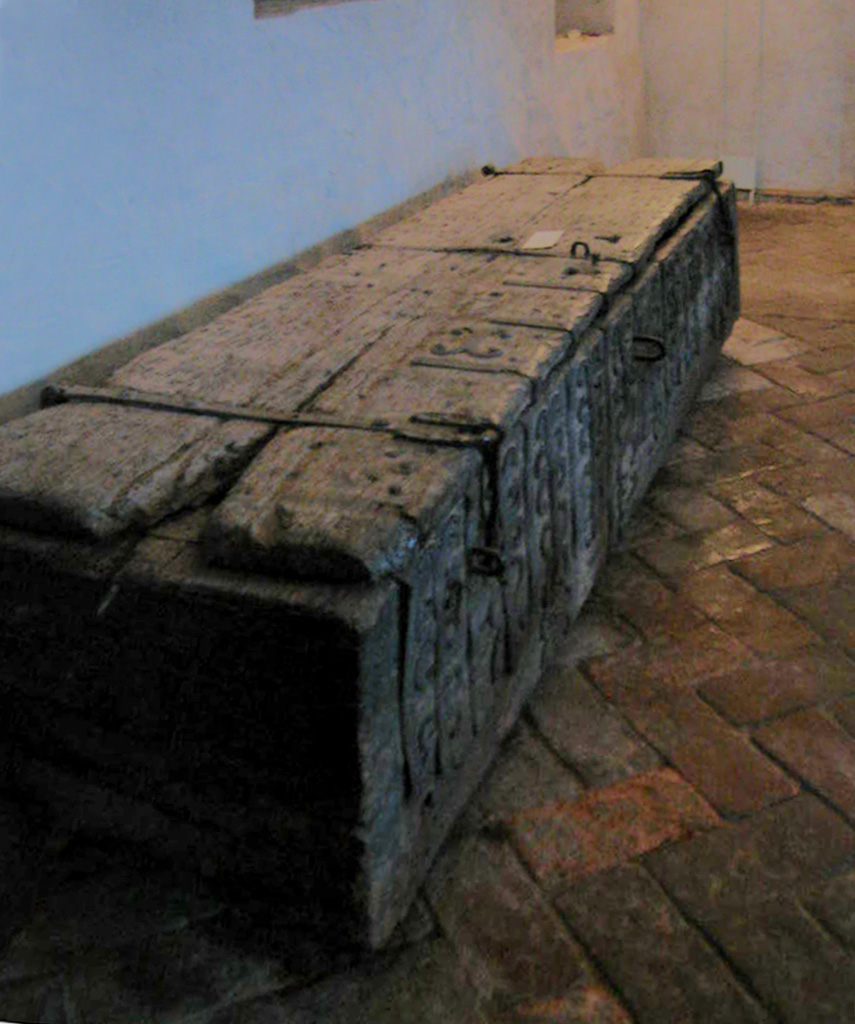
Tetzelskrinet i Nikolaikyrkan, berömt genom Martin Luthers fördömande av avlatshandeln.

Strax före reformationen kom staden indirekt att få en stor betydelse när den retoriskt skicklige dominikanermunken och avlatshandlaren Johann Tetzel slog sig ner i staden och sålde avlatsbrev till borgare i Jüterbog och omkringliggande städer som Wittenberg. Detta blev en direkt utlösande faktor i Martin Luthers kritik mot den katolska kyrkan. I stadens Nikolaikyrka förvaras ett skrin som enligt tradition ska ha använts av Tetzel för avlatshandeln.
Fortfarande under 1600-talet hade staden betydelse som handelsstad och som neutral mötesplats för diplomater under trettioåriga krigets härjningar, men som många andra städer drabbades Jüterbog hårt av kriget och återfick aldrig sin tidigare betydelse. I slaget vid Jüterbog 1644, under krigets slutfas, vann den svenska armén under Lennart Torstensson en stor seger över Matthias Gallas kejserliga armé, som helt upplöstes. I Westfaliska freden 1648 tillföll Jüterbog Kurfurstendömet Sachsen.
Under 1700-talet drabbades orten åter av krigsförstörelse under sjuårskriget. Efter kriget grundades nya industrier i de preussiska orterna norr om Jüterbog, och stadens näringsliv, som huvudsakligen var inriktat på traditionella hantverk, upplevde en kraftig nedgång.

### Garnisonsstad
1815 tillföll Jüterbog Preussen efter Wienkongressens beslut. Staden blev huvudort i Kreis Jüterbog-Luckenwalde, som bestod av både tidigare sachsiska och tidigare preussiska områden. Stadens borgare begärde att få ett regemente förlagt till staden, på grund av den svaga ekonomin, och från 1832 fanns den preussiska 3:e artilleribrigaden förlagd i orten. 1870 grundades en artilleriskola för armén i staden.
1841 fick Jüterbog en station på den nya järnvägen mellan Berlin och Leipzig/Halle an der Saale, Berlin-Anhaltische Bahn.
Under första världskriget grundades i Altes Lager ett flygfält med två luftskeppshallar, och detta kom att användas som militärt flygfält under andra världskriget och fram till 1990-talet. Staden klarade sig undan svårare bombskador under andra världskriget och intogs av Röda armén 20 april 1945, med endast mindre motstånd.
Områdets ekonomi var under DDR-tiden inriktad på jordbruk och jordbruksmaskiner, och staden var under denna tid en sovjetisk garnisonsstad.  Sedan 1994 är området helt avmilitariserat.

### Sedan Tysklands återförening 1990-
Jüterbog blev efter Tysklands återförening en del av Landkreis Teltow-Fläming i det nybildade förbundslandet Brandenburg. 1997 slogs staden samman med flera närbelägna småorter till en större stadskommun, till följd av den sedan många år avtagande befolkningen i staden och på den omkringliggande landsbygden. Jüterbog diskuterades under 1990-talet som möjlig plats för byggandet av Berlins nya storflygplats, Berlin Brandenburgs internationella flygplats, men istället valdes en utbyggnad av den befintliga Berlin-Schönefelds flygplats närmare Berlin.

## Stadsbild

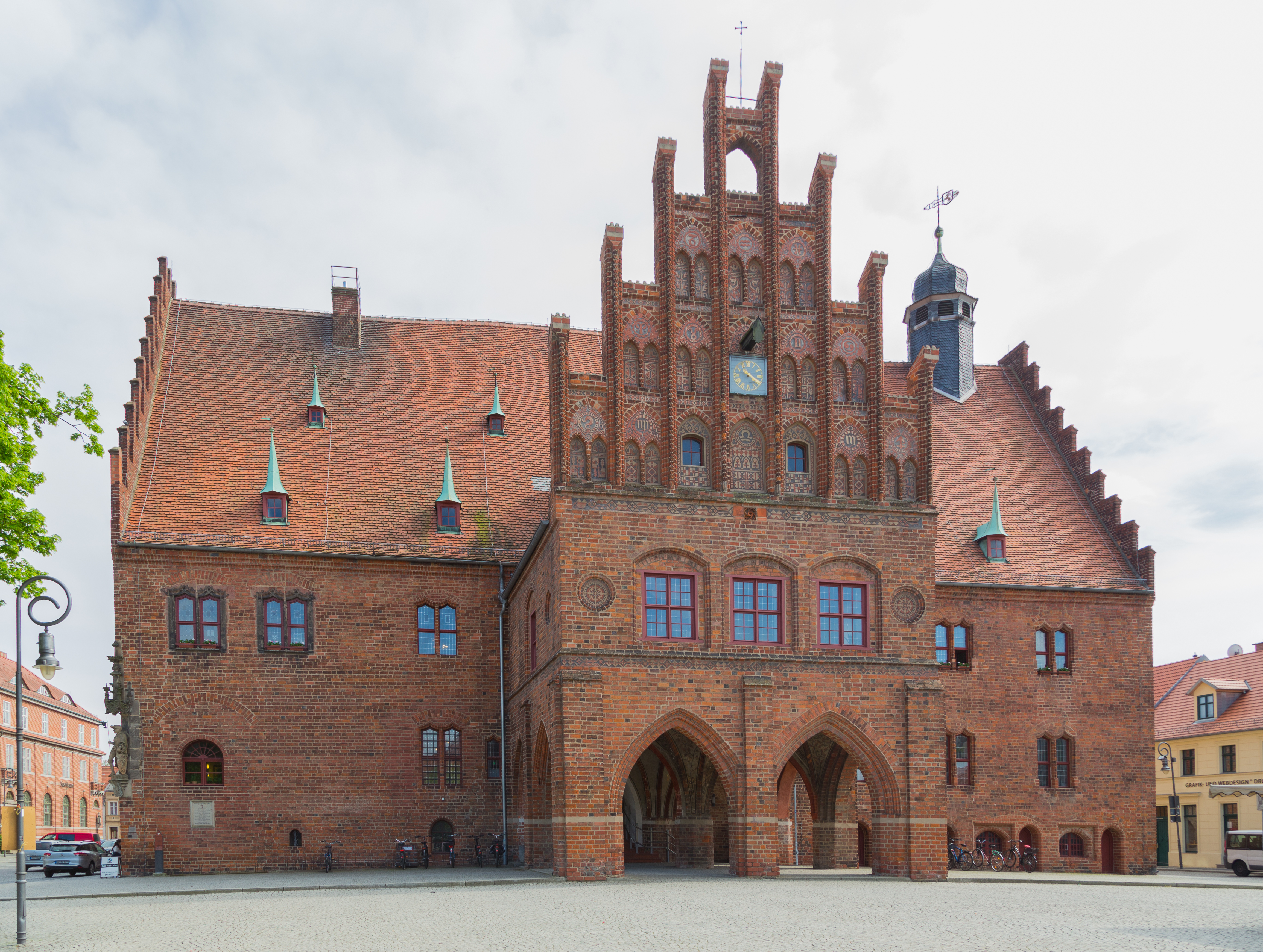
Rådhuset

Delar av ringmuren och tre stadsportar finns kvar. Flera byggnader i stadens centrum är uppförda i korsvirke. Rådhusets äldsta delar är från 1287. Kyrkan Liebfrauenkirche blev redan 1174 invigd. Kyrkan fick 1737 en tillbyggnad som plats för orgeln. Den norra flygeln av ett kloster som existerade fram till reformationen är bevarad. I ett annat kloster som tillhörde franciskanorden inrättades ett museum och stadens turistbyrå. I museet visas en världshistoria, den "Carionska krönikan", av Philipp Melanchthon. På en järnvägssträcka som tillhörde Jüterbogs garnision testades en rälszeppelinare (Schienenzeppelin) och andra snabbtåg. Vid stadens kant ligger en arena för rullskridskoåkning med anslut till den 230 km långa rundsträckan Fläming-Skate.

## Befolkning
| År   | Invånare |
| ---- | -------- |
| 1875 | 11 989   |
| 1890 | 12 955   |
| 1910 | 14 104   |
| 1925 | 16 694   |
| 1933 | 17 982   |
| 1939 | 20 538   |
| 1946 | 21 322   |
| 1950 | 20 923   |
| 1964 | 17 855   |
| 1971 | 17 389   |

| År   | Invånare |
| ---- | -------- |
| 1981 | 15 880   |
| 1985 | 15 483   |
| 1989 | 15 283   |
| 1990 | 15 065   |
| 1991 | 14 802   |
| 1992 | 14 757   |
| 1993 | 14 660   |
| 1994 | 14 332   |
| 1995 | 14 139   |
| 1996 | 14 010   |

| År   | Invånare |
| ---- | -------- |
| 1997 | 14 021   |
| 1998 | 13 865   |
| 1999 | 13 917   |
| 2000 | 13 875   |
| 2001 | 13 804   |
| 2002 | 13 604   |
| 2003 | 13 449   |
| 2004 | 13 345   |
| 2005 | 13 141   |
| 2006 | 13 075   |

| År   | Invånare |
| ---- | -------- |
| 2007 | 12 942   |
| 2008 | 12 830   |
| 2009 | 12 740   |
| 2010 | 12 668   |
| 2011 | 12 211   |
| 2012 | 12 142   |
| 2013 | 12 131   |
| 2014 | 12 270   |
| 2015 | 12 314   |
| 2016 | 12 308   |

| År   | Invånare |
| ---- | -------- |
| 2017 | 12 393   |
| 2018 | 12 311   |
| 2019 | 12 372   |
| 2020 | 12 423   |

## Kommunikationer
Jüterbog ligger vid de federala landsvägarna B 101, (Berlin–Aue), B 102 (Brandenburg an der Havel–Luckau) och B 115 (mot Cottbus). Motorvägen A 10 passerar omkring 45 km norrut och motorvägen A 9 omkring 35 km väster om Jüterbog.
Vid Jüterbogs järnvägsstation stannar regionaltåg i riktning mot Berlin och Wittenberg respektive Falkenberg an der Elster (RE 5), samt i riktning mot Treuenbrietzen–Beelitz (RB 33). Turtätheten i riktning mot Berlin ligger omkring ett till två tåg per timme.

## Kända personer från Jüterbog
- Johann Friedrich von Brandt, zoolog
- Wilhelm Kempff, pianist, organist och kompositör
- Wilhelm Wilmanns, germanist.